# Бактерии
Бактериите  са едноклетъчни организми, с клетъчна стена, често обвита със слузеста обвивка, която предпазва клетката от неблагоприятни външни въздействия. Под клетъчната стена бактериите имат клетъчна мембрана, цитоплазма и наследствено вещество. Размерът им е микроскопичен. Имат по едно или повече камшичета, с които се придвижват. Бактериите са стотици пъти по-малки дори от милиметър. Те притежават клетъчна стена и ядрен материал, който не е ограничен с ядрена мембрана, наречен наследствено вещество. В зависимост от строежа на клетъчната стена, организацията на ядрения си материал и някои други характеристики бактериите са бактерии (Грам-отрицателни и Грам-положителни, микоплазми, L – форми) и архебактерии. В последно време редица изследователи считат, че архебактериите трябва да се отделят в отделено царство. Размножават се чрез делене, рядко чрез пъпкуване. Форма – кълбовидна (коки), пръчковидна (бацили, клостридии, спирохети, псевдомонади), спираловидна (вибриони, спирили, спирохети) и нишковидна. Диаметър 0,1 – 10 µm, дължина 1 – 20 µm (нишковидните многоклетъчни – 50 – 100 µm). Хетеротрофи или автотрофи, аероби и анаероби. Космополити (по всички континенти), срещат се в почвата, въздуха, водата, растенията, животните и човека, в хранителните продукти и предметите. Участват в кръговрата на веществата в природата, в образуването и разрушаването на полезните изкопаеми, във формирането на структурата и плодородието на почвата. Намират приложение в хранителната, микробиологическата, химическата и други видове промишленост. Патогенните бактерии причиняват болести по растенията (бактерийни болести), животните и човека (антракс, туберкулоза, бруцелоза и др.). Предполага се, че бактериите са първите организми на Земята.

## Произход на бактериите
Прародителят на съвременните бактерии е едноклетъчен микроорганизъм, представляващ първата форма на живот на Земята, появил се преди около 4 милиарда години. За близо три милиарда години всички организми са микроскопични, а бактериите и археите са доминантните форми на живот на планетата. Въпреки че съществуват бактериални фосили като строматолитите, липсата на отличителна морфология ги прави недостатъчни за изследване на ранната бактериална еволюция или определяне на появата на конкретен бактериален вид. Все пак генното секвениране може да се използва за реконструиране на бактериалната филогенеза, а тя показва, че бактериите първи са се отделили от архея/еукариотния клон. Последният общ предшественик на бактериите и археите вероятно е бил термофил, живял преди около 2,5 – 3,2 милиарда години.
Бактериите са главни играчи и при второто велико еволюционно разделяне, при което археите се отделят от еукариотите. Еукариотите се получават, когато древна бактерия влиза в ендосимбионтно отношение с предшественика на еукариотната клетка, който сам по себе се е бил близко свързан с археа. При това поглъщане от прото еукариотната клетка на алфа-протобактериалния ендосимбионт се образуват или митохондриите или хидрогенозомите, които и днес се откриват във всички известни ни еукариоти. По-късно еукариотите, съдържащи вече митохондрии, поглъщат и подобен на днешните цианобактерии организъм. Това води до формирането на хлоропластите при алги и растения. Съществуват и алги, произхождащи от даже по-следващо ендосимбионтно събитие. Тук еукариотите поглъщат еукариотни алги, при което се създават пластиди втора генерация. Това еволюционно събитие е известно като вторична ендосимбиоза.

## Морфология
Бактериите проявяват голямо разнообразие по отношение на формата и големината си. Бактериалната клетка е с големина около една десета от тази на еукариотната и обикновено е в границите 0,5 – 5 μm. Все пак някои видове, като например Thiomargarita namibiensis и Epulopiscium fishelsoni, достигат до големина от половин милиметър и са видими с невъоръжено око; E. fishelsoni достига даже 0.7 mm. Сред най-дребните представители на бактериите са членовете на рода Mycoplasma, достигащи само 0,3 μm, колкото е големината на най-големите вируси. Някои бактерии са дори по-малки, но тези ултрамикро бактерии са слабо проучени.
Повечето бактерии имат или сферична форма, наречени коки (от гръцки: κόκκος, кокос – „зърно“, „семе“) или пръчковидни, наречени бацили (от латински: baculus – „пръчка“). Това удължаване е във връзка с умението за плуване. Някои продълговати бактерии са леко извити или наподобяват запетая и се наричат вибриони. Други са спираловидно извити, известни като спирили, или са леко навити спирохети. Макар и рядко се срещат видове с тетраедрална или дори кубична форма. Открити са дълбоко под земната кора и бактерии със звездовидна форма. Предполага се, че тази форма, при която отношението площ-обем е голямо, дава предимство при обитаването на бедни на хранителни вещества среди. Това многообразие от форми се определя от клетъчната стена и цитоскелета и е основополагащо за способността на бактериите да си набавят храна, да се залавят за различни повърхности, да плуват в течности и да избягват врагове.
Много от бактериите съществуват под формата на самостоятелни клетки, други обаче асоциират в характерни агрегати: Neisseria образува дипококи (двойка коки), Streptococcus вериги, а Staphylococcus се групират в образувания, наподобяващи грозд. Бактериите могат също така да са удължени и да формират филаменти, например Actinobacteria. Филаментната клетка често е обградена от „кожух“ съставен от множество единични клетки. Определени видове като тези от род Nocardia, формират сложни разклонени нишки подобни на тези на актиномицетите.
Бактериите често се прикрепят към някаква повърхност и образуват плътна маса, наречена биофилм. Този филм може да е от няколко милиметра до половин метър в дълбочина, като може да съдържа различни видове бактерии, протисти и археи. Бактериите живеещи в биофилм формират сложни подредби от клетки и извънклетъчни компоненти, образувайки вторични структури подобни на микроколонии, през които преминава система от канали, подобряваща дифузията на хранителни вещества. В естествена среда, като почва и растителната повърхност, болшинството от бактериите са свързани с повърхността под формата на биофилм. Биофилмите имат голямо значение и от гледна точка на медицината. Често такива структури съществуват в местата на хронична бактериална инфекция, като бактериите във вътрешността на биофилма са предпазени и са много по-устойчиви и трудни за убиване от самостоятелните клетки.
Понякога се наблюдават даже по-сложни морфологични промени. Например при недостиг на аминокиселини, Myxobacteria откриват съседни около тях клетки и мигрират едни към други, образувайки агрегати с големина 500 μm и съдържащи около 100 000 клетки. В тези агрегати бактериите изпълняват различни задачи (наподобявайки проста форма на многоклетъчна организация). Така приблизително една на всеки десет клетки мигрира към върха на агрегата и се „диференцира“ латентна (неактивна) микроспора, която е по-устойчива на неблагоприятни външни условия от редовите клетки.

## Бактериалната клетка

### Клетъчни структури
Бактериалната клетка е обградена от липидна клетъчна мембрана, която служи като бариера между цитозола и външната среда. Като всички прокариоти бактериите нямат ясно разграничими вътреклетъчни мембранни органели и има ниско ниво на компартментизация. При тях липсва същинско клетъчно ядро, няма и митохондрии, пластиди, както и другите органели представени при еукариотите като апарат на Голджи, ендоплазмена мрежа, пероксизома и т.н. Бактериите се възприемаха по-рано като просто ограничение на цитоплазмата от околната среда, но впоследствие се установяват елементи на прокариотен цитоскелет, както и специфична локализация на определени протеини в цитоплазмата. Тези субклетъчни компартменти са известни като „бактериални хиперструктури“.
За протичането на множество жизненоважни биохимични реакции (напр. биологично окисление) е необходимо наличието на градиент. При отсъствието на специфични вътреклетъчни мембрани, този градиент се генерира от двете страни на клетъчната мембрана. При много фотосинтезиращи бактерии плазмената мембрана е силно нагъната и подгъната навътре като изпълва голяма част от клетката. Тези нагънати комплекси могат да образуват дори липидно ограничени структури наречени хлорозоми, срещащи се при зелените серни бактерии.
Повечето бактерии нямат мембранно ограничено ядро като еукариотите. При тях генетичният материал се състои главно от единична кръгова хромозома в неправилно телце наречено нуклеоид. Нуклеоидът съдържа хромозомата в комплекс с РНК и белтъци.
Както всички живи организми бактериите съдържат рибозоми, чрез които синтезират белтъци. Структурата на бактериалните рибозоми се различава съществен от тези при еукариотите и археите.
Някои бактерии образуват вътреклетъчни гранули, в които съхраняват запасни вещества като гликоген, полифосфати, сяра.

## Обмяна на генетичния материал на бактериите чрез конюгация
Обмяната на генетичния материал при бактериите (само при Грам (-)) чрез конюгация е биологичен процес, при който две бактериални клетки осъществяват пренасянето на генетичния материал от едната клетка в другата. Клетката, която отдава генетичен материал се нарича клетка – донор, а другата, която приема генетичен материал се нарича клетка – реципиент. Процесът конюгация се различава от процеса трансформация по два основни белега:
1. Двете бактериални клетки са от различен „пол“. „Мъжката“ отдава генетичен материал, а „женската“ го приема;
2. Между двете клетки се осъществява пряк контакт.

Конюгацията е първият полов процес в природата (плазмид – кодиран процес).

### Условия за протичане на конюгация
Трябва да има клетка донор F+ – „мъжка“ клетка. Донорната клетка съдържа конюгативен плазмид (същия може да се е включил в бактериалната хромозома, тогава се говори за Hfr щамове, намиращи широко приложение при генното картиране), в който са кодирани белтъците за осъществяване на свързването на двете бактериални клетки. Същият този плазмид обуславя израстването на секспили, чрез които се осъществява свързването на двете бактериални клетки. Свързването им се извършва по различен начин при G и G бактериални клетки. При G бактериална клетка свързването на клетката донор F+ и F- реципиент се осъществява с помощта на секспила. По повърхността на женската клетка F- се намират рецептори – специфични молекули, които се разпознават от секспилата, и тя се свързва с „женската“ клетка. След свързването на двете клетки се получава така наречената конюгационна двойка. Клетката донор F+ с помощта на секспила се свързва с женската клетка реципиент. В клетката донор двете комплементарни вериги на ДНК се разделят – една от комплементарните вериги навлиза в клетката реципиент (извършва се по σ тип на репликация), при което в нея започва да се синтезира комплементарна верига на ДНК. В зависимост от времето, през което двете клетки са заедно в клетката реципиент, постъпва различно количество от ДНК на донорната клетка. По дължината на ДНК са разположени линейно гените. От момента на навлизането на ДНК в клетката реципиент, може да се определи количеството на преминалата ДНК от клетката донор. Този начин на проследяване на навлязлата ДНК се нарича генетично картиране и се използват Hfr щамове или F' щамове. Новата клетка, която се образува, се нарича мерозигота. За да се предаде генетичният материал от клетката донор в клетката реципиент е необходимо F факторът да бъде свързан с хромозомалната ДНК на клетката донор. В това интегрирано състояние клетката донор може да предава генетичен материал и тази клетка се нарича Hfr (high frequency recombination).
Ако при кръстосване участват клетки Hfr, рекомбинантите възникват хиляди пъти по-често, отколкото при кръстосването с щамове F. Освен това както рекомбинантните, така и всички останали „женски“ клетки в популацията се запазват в състояние F. Това показва, че клетките Hfr за разлика от клетките F не пренасят в клетката реципиент свободния фактор F. От смес на клетки F и клетки Hfr през определени интервали от време след започване на конюгацията се вземат проби. Чрез силно разклащане на пробите партньорите се разделят. След това пробите се засяват в петри за откриване на рекомбинантите. Те се изследват за да се установи какви гени са пренесени от мъжките клетки в клетките реципиенти. Установено е, че всеки ген се пренася в женската клетка в точно определен момент след началото на конюгацията. Този процес се нарича прекъсната конюгация. Предаването на гените през определени интервали от време съответства на последователното им разположение в бактериалната хромозома, което е установено в резултат на генетичен анализ. Това означава, че всеки щам Hfr представлява хомогенна популация, всички клетки на която пренасят своята хромозома по един и същи начин – започвайки от определен участък и в едно и също направление. Колкото по-далеч се разполага даден ген от началото на хромозомата, толкова по-късно той се пренася и толкова по-рядко попада в клетката реципиент, даже и ако конюгацията не се прекъсва изкуствено. Пренасянето на цялата хромозома продължава около 90 минути. В много редки случаи, когато в клетката реципиент попадат и най-отдалечените от началото на хромозомата гени, се наследява обикновено и признакът Hfr. Следователно при клетките Hfr половият фактор представлява част от бактерийната хромозома и не може да се предава самостоятелно.
Щамовете Hfr, които са изолирани независимо един от друг от един изходен щам, се различават по два главни признака:
- като начало при отделните щамове служат различни точки от хромозомата;
- всеки щам се отличава със своя специфична последователност при пренасянето на гените.

При мутация на клета Hfr факторът F се включва на някое място в бактериалната хромозома. При конюгацията хромозомата се разкъсва в това място и основната част от фактора остава в нейния край. Цялата хромозома може да се пренесе в реципиентната клетка при интегриране на половия фактор в нея. Интеграцията се извършва в хомоложни участъци на ДНК с последователно разкъсване и възстановяване. По този начин от двете пръстеновидни молекули ДНК възниква една пръстеновидна хромозома. При клетките Hfr може да настъпи обратна мутация, при което те се връщат в състояние F (реверсия). Половият фактор се отделя отново в хромозомата. Реверсията преминава през същите етапи както интеграцията, но в обратна последователност.

### Роля на плазмидите при конюгацията на бактериите
Плазмидите като незадължителни елементи могат да присъстват в клетката, но могат и да отсъстват от нея. Те контролират генетичните свойства, които не са жизнено необходими, но могат да придават на бактериалната клетка нови фенотипни свойства. Конюгацията протича в два стадия, в които участват плазмидни гени:
1. взаимодействие между повърхността на донорната и акцепторната бактерия с помощта на секс пилите;
2. преминаването на молекула на плазмидна ДНК от донорната клетка в акцепторната.

Бактерията може да носи два плазмида, единият, който участва в конюгацията, а другият – не. Първият може да мобилизира и да осигури едновременен пренос на втория плазмид. Трансгенеза (пренос) може да стане и когато двата плазмида са постоянно или временно интегрирани в резултат на кросинговър. Бактериалната хромозома също може да бъде пренесена в реципиентната благодарение на интеграцията с хромозомен плазмид.
Към извънхромозомните кинетични елементи се отнасят и инсерционните последователности. Това са обособени генетични елементи с постоянни размери и определена последователност и могат да се пренасят от един генетичен локус в друг. Имат размери 800 до 1400 нуклеотидни двойки и се различават от фагите. Транспозиция – когато един локус се интегрира в друг (чрез делеция от хромозомата). Транспозициите са сходни с инсерционните елементи и представляват фрагмент ДНК, който включва няколко гена, завършващи в двата си края с идентични инсерционни последователности, подредени в права или обратна ориентация. Транспозоните са способни да се вграждат в много участъци на генома на клетката. Те могат да преминават от плазмида на бактерийната хромозома, на други плазмиди или на умерен фаг. Тези ДНК последователности съдържат гени, които контролират устойчивостта към антибиотици.

#### Генетична рекомбинация
Като генетични системи бактериите могат да пренасят генетичен материал чрез различен механизъм:
- Трансформация;
- Конюгация;
- Транздукция и фагова инфекция;
- Трансфекция.

Благодарение на тези механизми различни по големина нуклеотидни последователности се предават от поколение на поколение с образуване на рекомбинантни потомства.

#### Образуване на рекомбинанти
Образуването на рекомбинанти протича през няколко етапа:
1. Узнаване на хомоложни участъци между донорната ДНК и хромозомата на реципиента.
2. Образуване на мерозигота.
3. Протичане на рекомбинация или интеграция.
4. Сегрегация или отделяне на различни рекомбинантни клонове в процеса на клетъчното делене.

Сега са известни три различни механизми на рекомбинация на попадналата чужда ДНК в бактериалната клетка с хромозомата на реципиента in vivo: обща хомоложна рекомбинация, местоспецифична, нехомоложна. Молекулните механизми на рекомбинациите показват, че това са сложни процеси с участие на редица ензими и ензимни системи. Могат да участват и различни по големина фрагменти на ДНК. Най-малката единица за рекомбинация е мононуклеотидният чифт и се означава като рекон. Генетичните рекомбинации зависят от качествата на реципиентните клетки.

## Обмяна на генетичния материал при бактериите чрез трансфекция
Трансфекцията е биологично явление, при което се предава генетичен материал на клетката реципиент от фаг. Бактериалната клетка приема генетичния материал на фага (ДНК и по-рядко РНК). От ДНК на фага се отделя определен фрагмент. Този фрагмент се включва в ДНК на клетката реципиент. Новите свойства, които се предават от фага, се включват в генома на бактериалната клетка. За разлика от трансдукцията фагът не носи чужда ДНК, а отдава на клетката реципиент собствената си ДНК. Предадените свойства на клетката реципиент не произлизат от друга бактериална клетка, а от ДНК на фага. Той в случая е като донор на генетичен материал за бактериалната клетка – по този начин се предават различни свойства. В много случаи фагът може да предаде на бактериалната клетка свойството за патогенност.

## Класификация на бактериите
- Надцарство Prokaryota (Прокариоти)
  - Царство Bacteria (Бактерии)
    - Тип Actinobacteria (Актинобактерии)
    - Тип Aquificae
    - Тип Bacteroidetes /Chlorobi
    - Тип Chlamydiae /Verrucomicrobia (Хламидии)
    - Тип Chloroflexi
    - Тип Chrysiogenetes
    - Тип Cyanobacteria (Цианобактерии)
    - Тип Deferribacteraceae
    - Тип Deinococcus-Thermus
    - Тип Dictyoglomi
    - Тип Fibrobacteres /Acidobacteria
    - Тип Firmicutes
    - Тип Fusobacteria – Фузобактерии
    - Тип Gemmatimonadetes
    - Тип Nitrospirae
    - Тип Planctomycetes
    - Тип Proteobacteria (Протеобактерии)
    - Тип Spirochaetes (Спирохети)
    - Тип Thermodesulfobacteria
    - Тип Thermomicrobia
    - Тип Thermotogae